# 埃普特河畔圣克莱尔
埃普特河畔圣克莱尔（法語：Saint-Clair-sur-Epte，法語發音：[sɛ̃ klɛʁ syʁ ɛpt] ⓘ）是法国法兰西岛大区瓦兹河谷省的一个市镇，属于蓬图瓦兹区。

## 地理
埃普特河畔圣克莱尔（49°12'27"N, 1°40'46"E）面积12.18 平方千米，位于法国法蘭西島大區瓦兹河谷省，该省份为法国北部内陆省份，北起瓦兹省，西接厄尔省，南至塞纳-圣但尼省、上塞纳省和伊夫林省，东临塞纳-马恩省。
与埃普特河畔圣克莱尔接壤的市镇（或旧市镇、城区）包括：韦克桑地区布里、埃普特河畔蒙特勒伊、埃普特河畔沙托、盖尔尼、帕尔讷、比伊、埃普特河畔韦克桑。

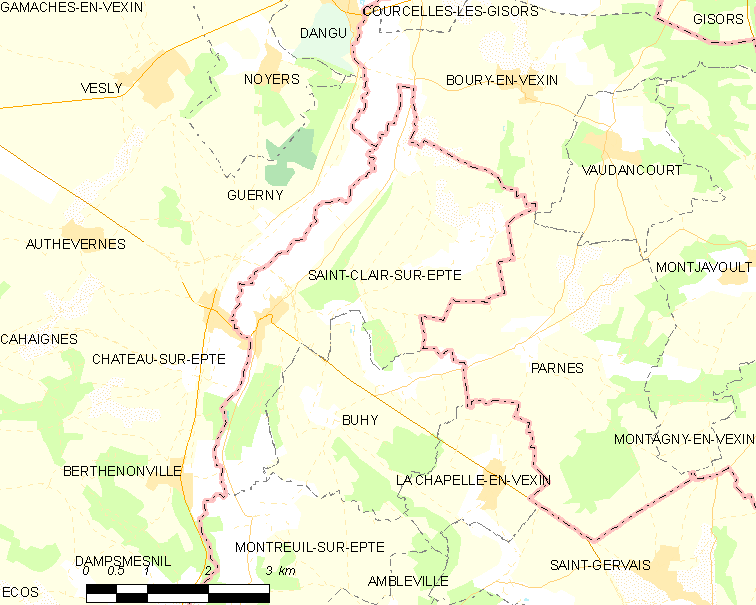
埃普特河畔圣克莱尔的OSM定位图

埃普特河畔圣克莱尔的时区为UTC+01:00、UTC+02:00（夏令时）。

## 行政
埃普特河畔圣克莱尔的邮政编码为95770，INSEE市镇编码为95541。

## 政治
埃普特河畔圣克莱尔所属的省级选区为沃雷阿勒县。

## 人口

1962-2008年间埃普特河畔圣克莱尔人口变化图示

埃普特河畔圣克莱尔于2022年1月1日时的人口数量为979人。